# I'm a Celebrity...Get Me Out of Here! (Britse tv-serie)
I'm a Celebrity...Get Me Out of Here! (vaak afgekort tot I'm a Celebrity of I'm a Celeb) is een Britse realityserie, uitgezonden op ITV. De serie is gemaakt door London Weekend Television (LWT) en geproduceerd door Lifted Entertainment.

## Format
Het format draait om een groep beroemdheden die samenleven in extreme omstandigheden met weinig comfort. Elk lid onderneemt uitdagingen, zoals onder andere het eten van insecten, spinnen of dierlijke testikels, om extra voedsel voor de groep te bemachtigen en te voorkomen dat kijkers hen tijdens hun verblijf wegstemmen. De stemmen van de laatste aflevering bepalen wie er wint.
Na protest van een dierenrechtenactiviste besloot ITV in 2019 om voortaan geen levende insecten meer te laten verorberen door de deelnemers.

## Locaties
Het eerste seizoen, dat uitgezonden werd vanaf 25 augustus 2002, werd opgenomen in Tully in de Australische deelstaat Queensland. Vanaf 2003 tot en met 2019 vonden de opnames plaats in en rond Murwillumbah in New South Wales. Omwille van de coronamaatregelen werden het 20e en 21e seizoen opgenomen in Wales. Vanaf 2022 vonden de opnames opnieuw plaats in Australië.